# 紅薇
紅薇（1918年—2011年10月12日），原名罗珍、小名群群，满洲镶黄旗人，本姓叶赫那拉，1940年代著名演员及配音员。

## 生平
2011年10月12日下午18时，在香港太子道法国医院（聖德肋撒醫院）与世长辞，享耆壽93歲。

## 親屬
紅薇是香港著名艺人秦沛、姜大卫、尔冬升之生母，秦沛、姜大卫是紅薇同严化（本名姜克琪）二人之子，严化逝世后与尔光再婚，尔冬升便是其二人所出。
- 夫：姜克琪(嚴化)、尔光
  - 子：姜浩年、姜昌年(秦沛)、姜伟年(姜大衛)=李琳琳、尔冬升=罗晓文
    - 孫：姜文杰=李泳淇、姜麗文=柏豪、姜依兰=曹永廉、姜依文、姜卓文
      - 外曾孫：曹保熙、曹曦文

  - 女：嚴慧珠

## 演出作品
- 1940《春》
- 1940《合同記》
- 1942《蝴蝶夫人》
- 1942《秋》
- 1943《錦繡前程》
- 1943《秋海棠(上集)》
- 1943《凌波仙子》
- 1948《夢遊天國》
- 1948《紅粉盜》
- 1949《錦繡天堂》
- 1950《雨夜歌聲》
- 1950《王氏四俠》
- 1951《玫瑰花開》
- 1951《十三太保》
- 1952《女人世界》
- 1952《香姐兒》
- 1952《新娘萬歲》
- 1952《彩鳳還巢》
- 1952《白蛇傳》
- 1952《此恨綿綿》
- 1952《新母性》
- 1952《一家春》
- 1952《一刻春宵》
- 1952《近水樓台》
- 1952《孽緣》
- 1952《拜金的人》
- 1952《喜相逢》
- 1952《婦人心》
- 1952《月兒彎彎照九州》
- 1953《翠翠》
- 1950《小二黑結婚》
- 1953《新木蘭從軍》
- 1953《彩虹曲》
- 1953《仲夏夜之戀》
- 1953《夫婦之間》
- 1953《歌女紅菱艷》
- 1953《逃婚》
- 1953《神犬喋血記》
- 1953《風流魔王》
- 1954《嫦娥》
- 1955《東京香港蜜月旅行》
- 1955《搖錢樹》
- 1955《自君別後》
- 1955《同林鳥》
- 1956《長巷》
- 1956《梅姑》
- 1956《鮮牡丹》
- 1956《水仙》
- 1957《香港東京蜜月旅行》
- 1957《馬路小天使》
- 1957《窈窕淑女》
- 1957《曼波女郎》
- 1957《龍女》
- 1957《黃花閨女》
- 1957《三姊妹》
- 1958《一夜風流》
- 1958《丹鳳街》
- 1958《流浪兒》
- 1959《粉紅色的兇手》
- 1959《殭屍復仇》
- 1959《空中小姐》
- 1959《滿堂紅》
- 1959《接財神》
- 1959《嬉春圖》
- 1959《江山美人》
- 1960《桃色風雲》
- 1960《畸人艷婦》
- 1960《江水東流
- 1960《南島相思》
- 1960《一樹桃花千朵紅》
- 1960《第二吻》
- 1962《紅樓夢》
- 1962《夜半歌聲》
- 1962《黑狐狸》
- 1962《有口難言》
- 1962《早生貴子》
- 1963《夜半歌聲續集》
- 1963《金箭盟》
- 1964《潘金蓮》
- 1964《玉堂春》
- 1964《南北兩親家》
- 1965《三朵玫瑰花》
- 1965《糊塗女偵探》
- 1965《老夫子》
- 1966《空谷蘭》
- 1966《七重天》
- 1966《鎖麟囊》
- 1966《草莽喋血記》
- 1966《藍與黑》
- 1966《藍與黑續集》
- 1967《麒麟送子》
- 1967《日落春暉》
- 1970《我不要離婚》
- 1970《恭喜發財》
- 1970《鬼皮》
- 1970《異鄉客》
- 1970《路客與刀客》
- 1971《劍魂》
- 1971《浪子與修女》
- 1972《霸行三千里》
- 1973《跆拳震九州》
- 1974《怪人怪事》
- 1975《鬼話連篇》
- 1979《油脂曱甴》
- 1989《緣份遊戲》
- 1989《捉鬼大師》